# Conejo rex
El término conejo rex se refiere a una de las nueve razas de conejos domésticos. Es reconocido por la Asociación Estadounidense de Criadores de Conejos (ARBA)  y por el Consejo Británico de Conejos (BRC).
La raza de conejo Rex reconocida por ARBA es un conejo de tamaño mediano con un cuerpo redondo comercial y un rango de peso ideal de 3,4 a 4,8 kg. El conejo Rex tiene una cabeza ligeramente más ancha que otras razas de conejos, orejas erguidas proporcionadas y patas proporcionalmente más pequeñas. Como ocurre con la mayoría de las razas más grandes, la hembra tiene papada, una gran capa de piel debajo del mentón.

## Historia y origen
Apareció en Francia en 1919 en una granja de propiedad de M Goyon, quien encontraba entre las crías de una hembra «liebre belga» conejos raquíticos y con una fina vellosidad corporal debida a la ausencia de pelo largo de protección.
En marzo de 1925, Eugène Kohler de la Universidad de Estrasburgo fue el que investigó y les dio el nombre de conejo rex. Nombre que fue adoptado por la Société Française de Cuniculiculture y aprobado por la Sociedad Central de Avicultura de Francia el 5 de febrero de 1929.
Cruzó entre sí tales animales, manteniendo el característico pelo corto hasta formar la raza actual. En un principio, el único color de la raza era castor, aunque actualmente se han fijado prácticamente todos los colores: azul, chinchilla, gris perla lince, zibelina azul, gamuza, nutria, oro, habana, blanco, negro, dálmata y tricolor. La cabeza del macho es fuerte y es más alargada en la hembra. Orejas largas, juntas y puntiagudas. Cuello corto y en hembras puede existir una ligera papada. Tronco bien desarrollado, hombros a la altura de la grupa, la cual es plana. El suave y sedoso subpelo que queda al descubierto lo hacen muy apreciado por la industria peletera. A nivel cárnico, a pesar de ser una raza compacta y musculosa se enfrenta al problema que para el pelaje se requieren animales de unos siete meses, momento en el cual la carne ya es demasiado madura.

## Genética
Muchos genes contribuyen a la raza Standard Rex. La definición de la raza la mantienen ARBA y el British Rabbit Council (BRC). La definición se basa estrictamente en el fenotipo. Las características externas generales utilizadas para identificar al conejo incluyen peso, coloración, textura del pelaje y longitud. De estas características, entre los colombófilos y la industria de la piel, las propiedades del pelaje son la principal preocupación. Esta raza tiene un nivel de actividad de bajo a moderado y puede saltar hasta tres pies.

## Pelaje
La palabra rex (con una 'r' minúscula) se refiere a las características únicas del pelaje "rexed" de un animal . El resultado de una mutación genética específica que ahora se busca deliberadamente en las razas de conejos Rex, el pelaje de rex carece de los pelos de protección más largos típicos del animal de pelaje corto más común.  Cada pelo en un abrigo de rex es uniformemente corto en longitud y, debido a la densidad de esos pelos,  piel de rex a menudo se describe como felpa o aterciopelada . Ahora existen tres variedades de pelaje de rex: pelaje de rex estándar, pelaje de rex corto y rizado (como en el Astrex) y pelaje de rex largo y rizado (como en el Opossum).

## Razas de conejos rex
ARBA actualmente reconoce dieciséis variedades de color para la raza de conejo Rex, mientras que BRC reconoce actualmente treinta y dos.

### Conejos medianos de pelo corto

#### Blanco-Rex
Se permite el pelaje blanco puro, tanto el tipo de color albino con ojos rojos (análogo al neozelandés blanco ) como el tipo de color leucístico con ojos azules análogo al vienés blanco.

#### Scheckenrex dálmata

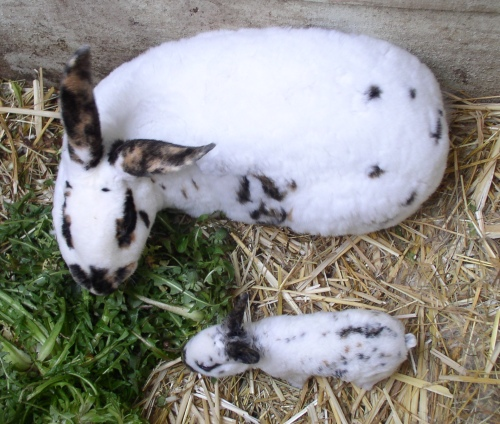

El rex dálmata, al igual que los perros dálmata del que se basa su nombre. muestra manchas pequeñas y redondas distribuidas en un color base blanco con al menos tres puntos a cada lado del cuerpo.

#### Yellow Rex

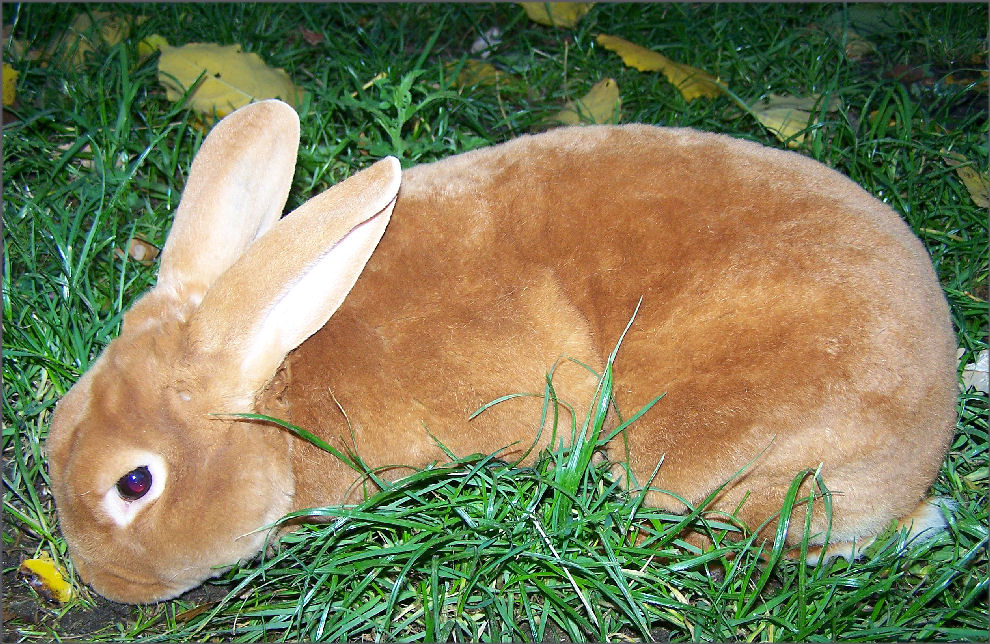

El Yellow Rex muestra el color rojo del rojo neozelandés y el Sachsengold.

#### Castor-Rex
El Castor-Rex (rey castor alemán) es la raza original del conejo de pelo corto. Su pelaje se llama color de castor, genéticamente corresponde al color del conejo, es un pelaje de color salvaje con refuerzos amarillos adicionales.

#### Black-Rex
Pelaje negro, como el conejo de Alaska o el Black Wiener.

#### Havana-Rex
Pelaje marrón chocolate oscuro con ojos rojizos, correspondiente al color del conejo habanero.

#### Rex gris
Piel gris azulada, d. H. Pelaje azul salvaje, correspondiente al de los vieneses gris azulado y del Perlfeh.

#### Malva-Rex
De color pastel, color azul claro con un velo pardusco, correspondiente al Marburg Feh. 

#### Rex japonés
Similar al conejo japonés, distribución de campos de color amarillo y negro similar a un tablero de ajedrez. En la BDK (Asociación de Criadores de Conejos Alemanes) también se aprobó en la imagen en color "floral".

### Conejos pequeños de pelo corto

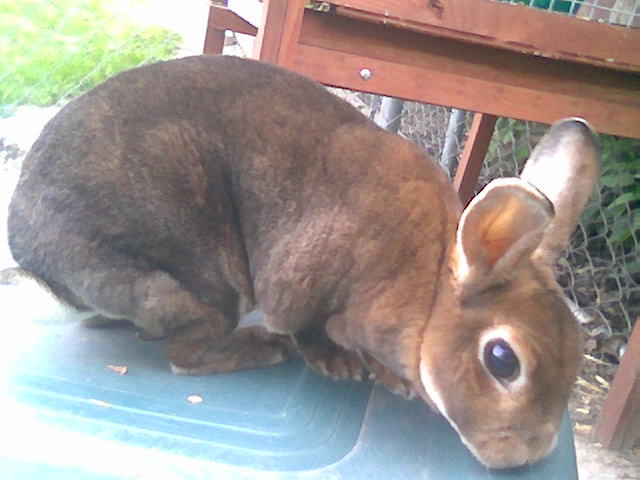

#### Feh-Rex
Delicadamente teñido de azul claro con un velo azulado claro, el color de la piel corresponde al del Marburg Feh.

#### Lux-Rex
Color del cuerpo rojo-marrón con un velo en un velo de color fei, el color corresponde al de los conejos Lux.

#### Loh-Rex
Los Lohrexe muestran el dibujo de los conejos loh , así se admiten en los colores negro, marrón y azul.

#### Marder-Rex
Los Marder-Rexe muestran el dibujo y color del Conejo Marten en las tonalidades de marrón y azul, ya que con estos solo el dibujo de la marta tipo tierra partida corresponde al objetivo del estándar. El color del cuerpo es azul claro o marrón, en los costados y flancos el color es un poco más claro, en los muslos y hombros un poco más oscuro. Las mejillas, el pecho y el estómago son de color marrón claro y azul, respectivamente. Una franja oscura, ancha, lateralmente no marcadamente delimitada corre a través de la espalda, la máscara facial oscura tampoco está marcadamente delimitada y se extiende hasta aproximadamente el nivel de los ojos. Las orejas, las patas, las flores y los bordes de los ojos también son oscuros.

#### Russen-Rex
El Russenrex muestra el dibujo del conejo ruso. El animal es blanco puro con ojos rojos. Las orejas, el hocico, las patas y la flor son de color oscuro. Los rex rusos están permitidos en colores azul y negro.

#### Rhönrexes
Rhönrexes muestran la imagen dibujada del conejo Rhön , una mezcla de color de fondo blanco y manchas grises en una distribución irregular, que se asemeja en color a un tronco de abedul.

### Conejo Kleinrex
El conejo Kleinrex es una nueva raza en Europa. Los primeros quince animales de esta raza estadounidense llegaron a Europa en 2004 y fueron reconocidos como una nueva raza en Austria en enero de 2007. Además de los colores familiares, los animales traen consigo una amplia gama de colores nuevos. En términos de tamaño y peso, el Kleinrex se encuentra entre las variantes más pequeñas de Standard Rex y el Dwarf Rex. Visualmente, los animales son más similares a los rex más pequeños que al animal enano. Según la norma austriaca, debería estar entre 2 kg y 2,5 kg (válido para todos los países de EE). En Austria, en 2010, el pequeño rex en todos los colores se puso en pie de igualdad con el gran conejo Rex (rex estándar). El peso según el "estándar de trabajo" alemán es de 1,7 a 2,6 kg, el peso ideal es de 2,0 kg.
Klein Rexe está en proceso de reconocimiento en Suiza y Alemania en el BDK. En la Asociación Central de Criadores de Conejos de Raza Alemana (ZDRK), los siguientes colores de Klein-Rex están en proceso de aprobación como nuevas razas: lux (02/2013), azul (02/2014), ricino (10/2014), blanco y negro dálmata (2015), negro ( 2015), cucaracha blanca (2015), manto negro-amarillo-blanco - también llamado picazo de manto rey (06/2016), dálmata negro-amarillo-blanco (06/2016). 
Otros países en los que la raza está aprobada son Australia, Dinamarca (desde 10/2010), Finlandia (desde 01/2011), Gran Bretaña, Luxemburgo, Nueva Zelanda, Noruega (desde 10/2010), Suecia (desde 01/2011) , Hungría.
Con más de dos millones de animales a nivel internacional, el Little Rex Rabbit (Mini Rex o US Mini Rex) es la raza de conejos más popular del mundo en la actualidad.

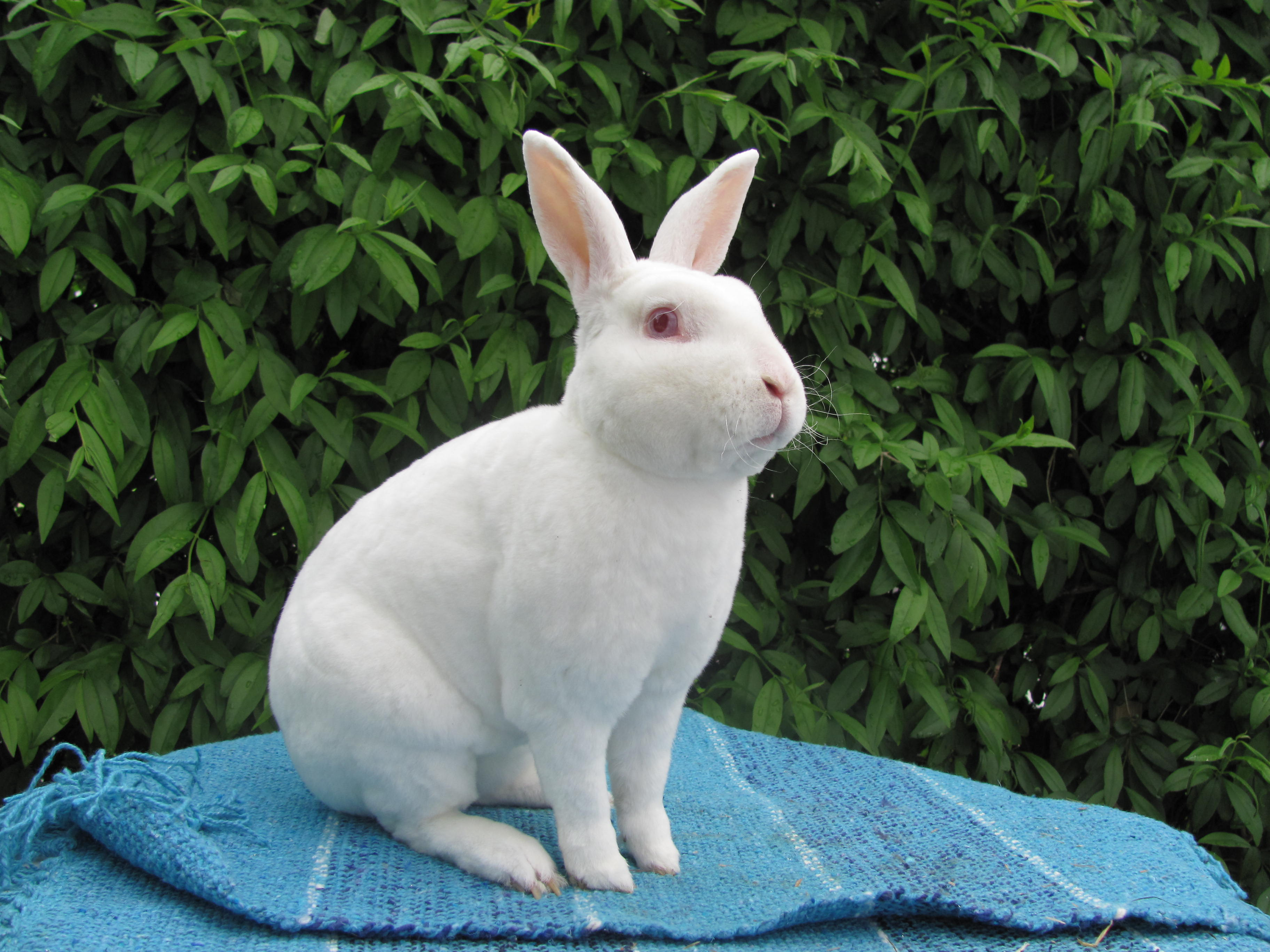

#### Kleinrex Rammler
Otro tipo de conejo Kleinrex se está criando actualmente en los Estados Unidos: el Velveteen Lop . Esta raza es una combinación de Kleinrex y carneros ingleses . El peso es de 2,25 kg a 3 kg, lo ideal es de 2,6 kg. La longitud de la oreja (envergadura) debe ser de al menos 35,6 cm, el ancho de la oreja 1/4 de la longitud. Después de que varios intentos de aprobación fracasaron, la raza fue aprobada oficialmente para una nueva cría en 2008.

### Enanos rex
Las enanas Rex corresponden en tipo al conejo armiño y las enanas de color. Los enanos Rex están permitidos en los colores reconocidos por los conejos Rex más grandes.

### Otras razas
- Astrex
- Peluche Canadiense Lop
- Mini Rex
- Rex miniatura (Reino Unido)
- Zarigüeya
- Plush Lop (miniatura)
- Plush Lop (estándar)
- Rex
- Velveteen Lop